# هفت مشعل معماری
هفت مشعل معماری (انگلیسی: The Seven Lamps of Architecture) جستار بلندی است نوشتهٔ نقاد و نظریه‌پرداز هنری جان راسکین که در مه ۱۸۴۹ منتشر شد. راسکین در این کتاب به بازخوانی معماری گوتیک می‌پردازد و معماری را دارای هفت مشعل می‌داند. «مشعل» ها در عنوان کتاب راسکین اشاره به اصول معماری دارند که او بعدها در کتاب سنگ‌های ونیز آنها را گسترش داد. این هفت مشعل معماری از نظر راسکین عبارتند از:
1. حقیقت: هنر ساختن، حقیقتی آسمانی و معنوی دارد که باید به آن پی برد.
2. ایثار: در تبدیل حقیقت به واقعیت و وجود به موجود، اعتلایی ازلی ـ ابدی نهفته‌است که هنر ساختن را به امری آئینی و تشریعی تبدیل می‌کند که در آن نام و نشانی از سازنده نیست.
3. قدرت: ساختن نیازمند قدرت است که باید از آن بهره جست.
4. زیبایی: از آنجا که حقیقت زیباست، انعکاس آن در واقعیت نیز سبب زیبایی خواهد شد.
5. زندگی: ساختن یعنی حیات بخشیدن و جاودانی کردن حیات انسانی.
6. خاطره: زندگی یعنی خاطره و ساختن یعنی ایجاد مکان برای شکل‌گیری خاطره.
7. اطاعت: هنر ساختن یعنی احترام گذاشتن به سنت‌ها و تبعیت از آنها و تبدیل آنها به سنت‌های جدید.